# ژان-پیر بورژو
ژان-پیر بورژو (فرانسوی: Jean-Pierre Bourgeot‎؛ زادهٔ ۲۵ نوامبر ۱۹۶۸ ‏(۵۶ سال)) دوچرخه‌سوار اهل فرانسه است.